# 村国神社

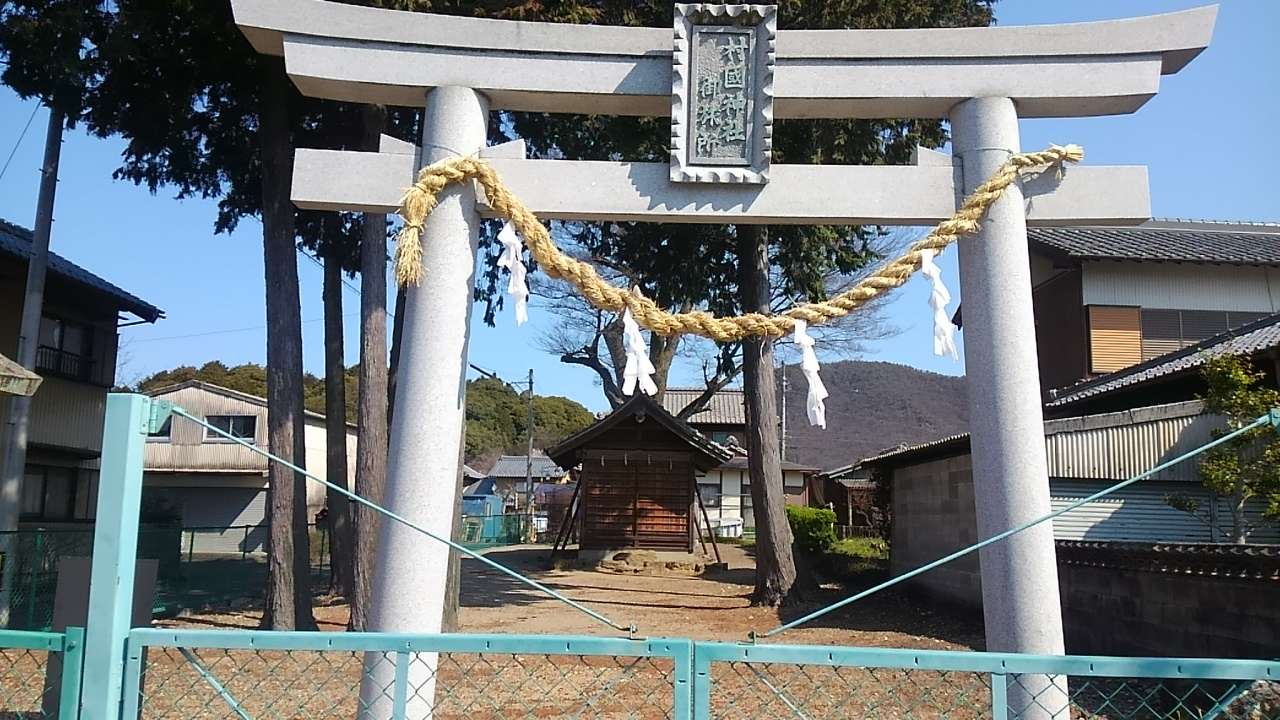
村国男依墓所

村国神社（むらくにじんじゃ）は、岐阜県各務原市にある神社。式内社である。各務原市各務地区の産土神とされている。各務原市内の金幣社五社のうちの一社である。
延喜式神名帳によると、村国神社は美濃国各務郡（現・各務原市）に二座あるとされている。各務おがせ町3丁目に村国神社は2箇所あり、もう1つの村国神社（3丁目85番地）は直線で約150メートル（参道入り口からなら約50メートル）しか離れていない。85番地の神社は村国男依の墓所があった場所と伝わり、現在では御旅所となっている。拝殿と隣接する境内には重要有形民俗文化財指定の芝居小屋村国座（各務の舞台）がある。

## 概略
各務原市内金幣五社の一社である。
- 飛鳥時代 - 天火明命と御子石凝姥命を祭神として村国氏が創建したと伝えられる。後に村国志我麻呂が村国男依を合祀する。
- 900年（承保3年）頃 - 白山権現を合祀する。
- 1877年（明治10年） - 村国神社の奉納する芝居（歌舞伎）を行なう場所として、村国座が完成し、1882年（明治15年）に杮おとしが行われる。

## 祭神
- 天火明命
- 御子石凝姥命
- 白山権現
- 村国男依

## 境内社
- 秋葉神社

## 例祭
毎年10月第2土・日曜日、例祭として村国神社奉納歌舞伎が行なわれている。子供たちが中心とした地歌舞伎である。

## 文化財
重要有形民俗文化財（国指定）
- 村国座

各務原市指定天然記念物
- 村国神社社叢
- 村国神社御旅所ムクノキ

## 参考画像

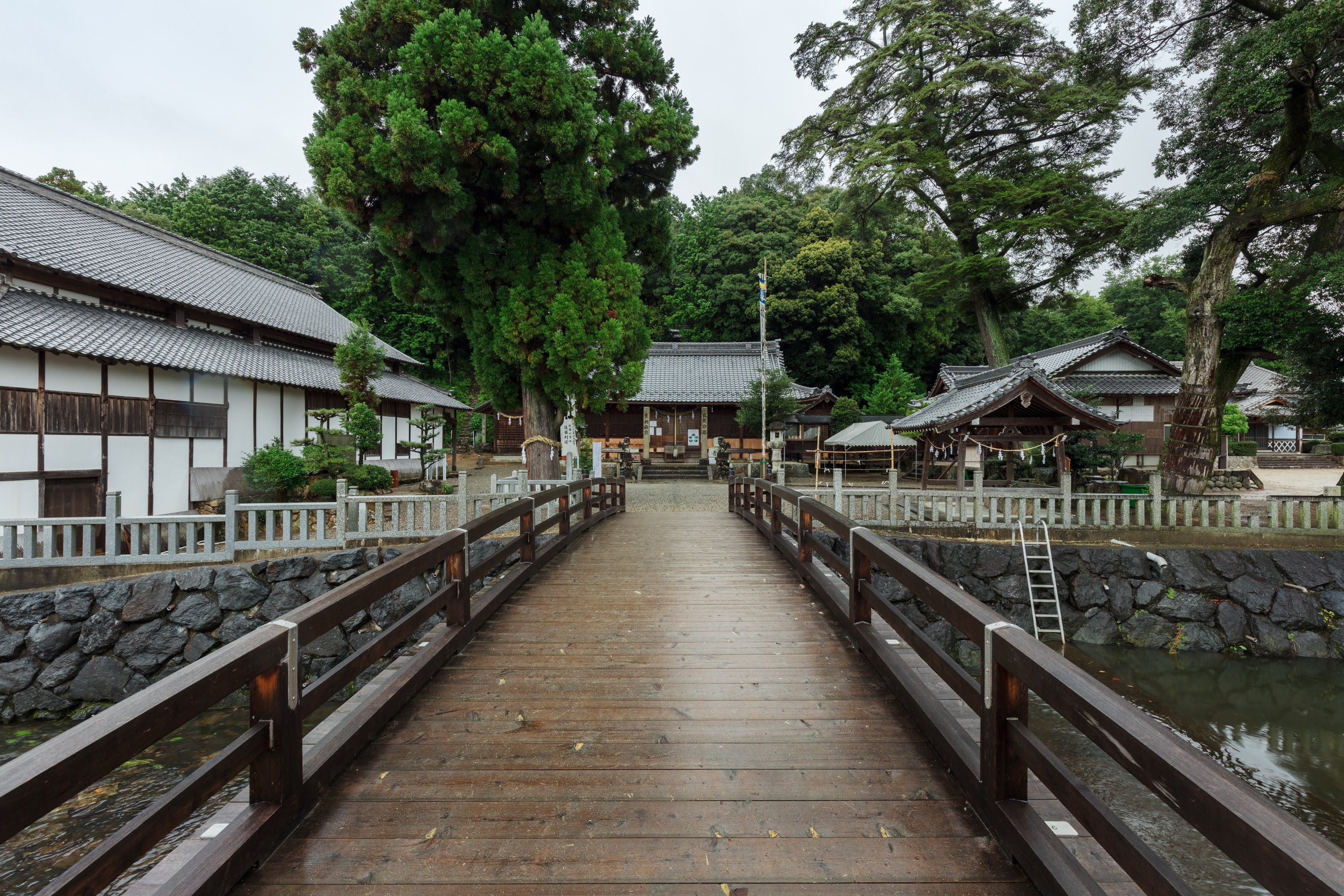
村国神社と村国座
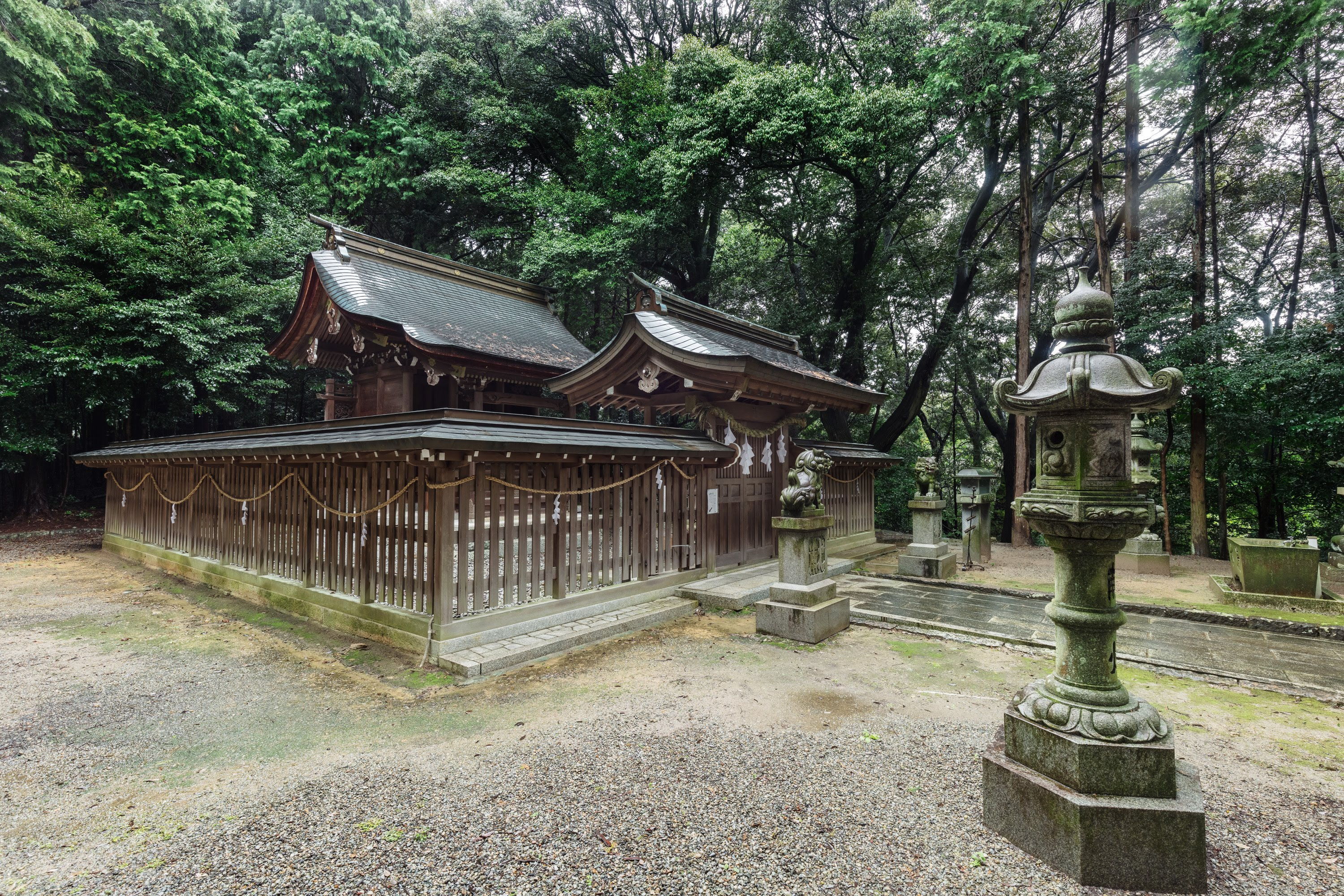
本殿
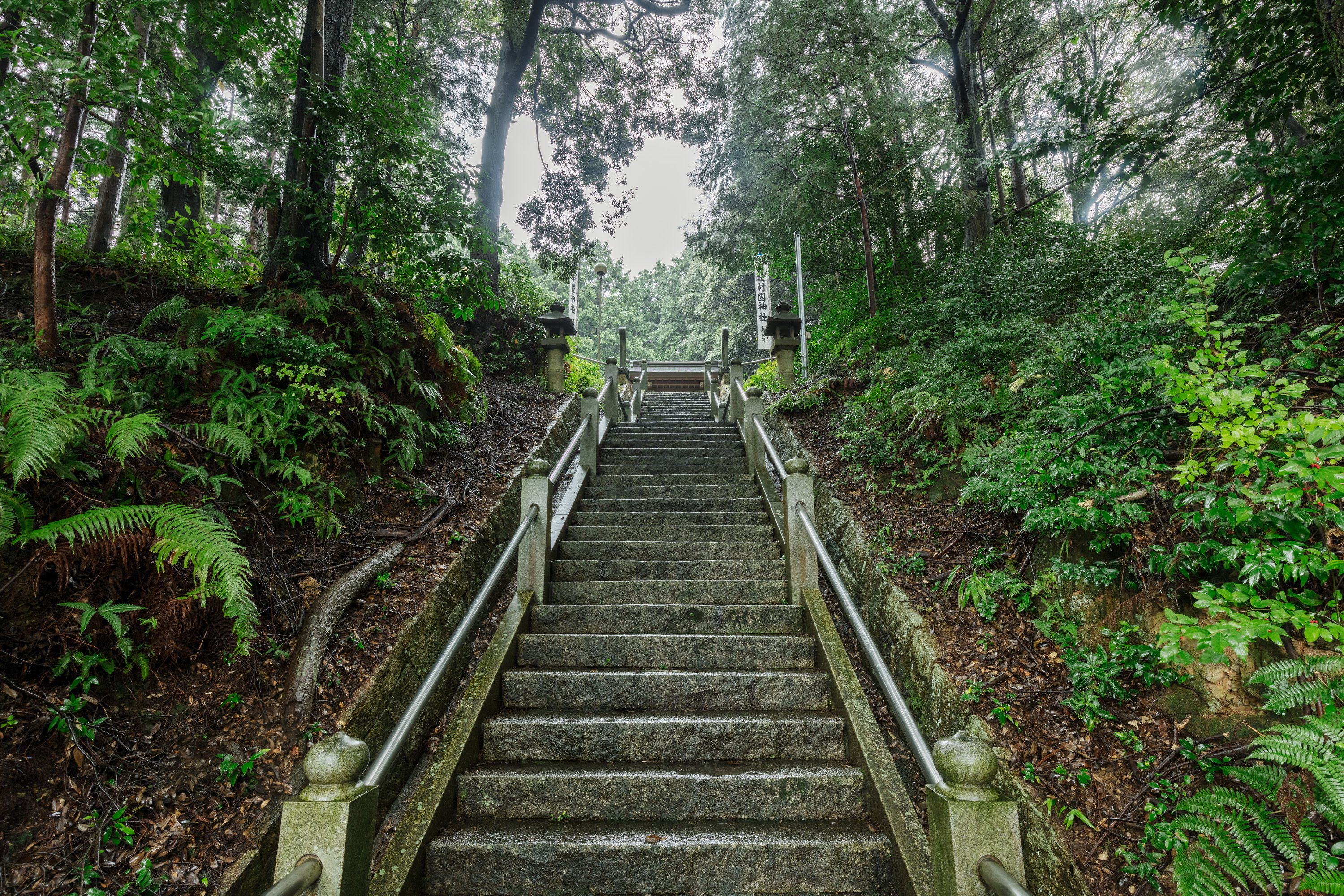
拝殿から本殿を望む
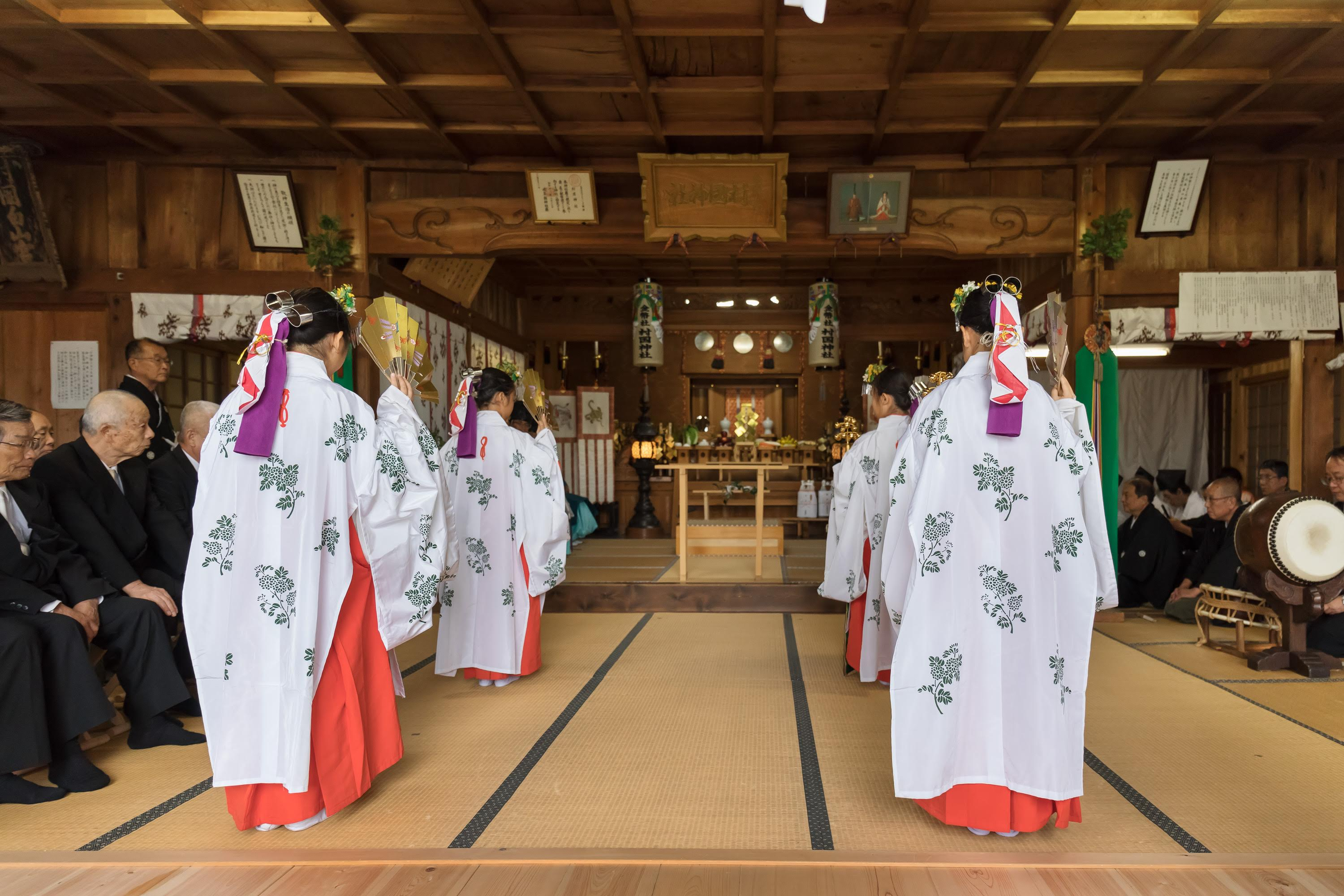
拝殿内部

## 所在地
- 岐阜県各務原市各務おがせ町3丁目46 - 1

## 交通機関
- 名古屋鉄道各務原線苧ヶ瀬駅下車、徒歩約30分。
- 各務原市ふれあいバス稲羽線「各務小西バス停下車、徒歩約20分。